# Коростышевский карьер
Коростышевский карьер (укр. Коростишівський кар'єр) — затопленный гранитный карьер на окраине города Коростышев в Житомирской области, туристическая достопримечательность.

## История

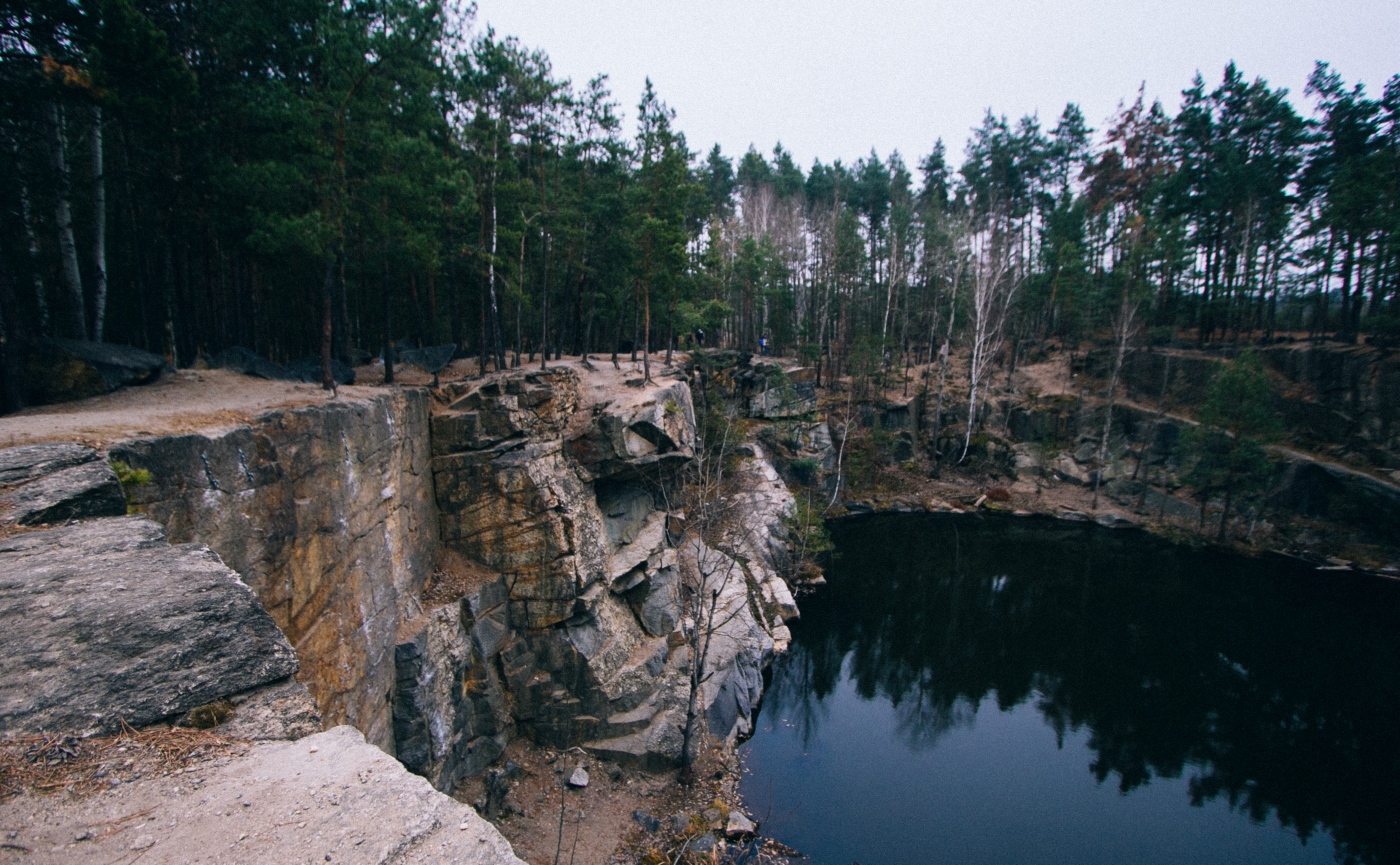
Коростышевский карьер (16 ноября 2013)

Разработка Коростышевского месторождения гранита началась в 1850-е годы. Здесь добывали лабрадорит, габбро и серый гранит (основной цвет которого предопределён цветом серого полевого шпата).
В 1890-е годы Коростышев становится известен как центр добычи и обработки камня, к концу XIX века здесь действовали три каменотёсные мастерские, в которых работали 176 человек.
В декабре 1917 года в Коростышеве была провозглашена Советская власть, но в дальнейшем до конца сентября 1919 года местность находилась в зоне боевых действий. После окончания гражданской войны добычу камня возобновили, здесь были созданы две каменотёсные артели, в которых работали 100 человек.
В 1930 году под руководством архитектора А. В. Щусева в Коростышевском карьере был изготовлен монолит из чёрного лабрадорита массой 60 тонн для строительства мавзолея В. И. Ленина. Кроме того, добываемый здесь лабрадорит использовали для изготовления обелисков и художественных изделий (каменных ваз, столов и др.).
После начала индустриализации СССР потребность в строительных материалах увеличилась, в 1935 году в карьере работали 200 человек.
После начала Великой Отечественной войны карьер прекратил работу. Во время немецкой оккупации (с 9 июля 1941 — до 28 декабря 1943) немцы предприняли попытку возобновить работу карьера. В конце 1941 года в карьере начала действовать подпольная комсомольская группа, которую возглавил 17-летний О. Г. Жиляев. Подпольщики вели организаторскую работу с местным населением, препятствовали вывозу молодёжи на работы в Третий рейх, передавали советским партизанам медикаменты, похищенный из карьера аммонал и бикфордов шнур, а в сентябре 1942 года выпустили листовку. После того, как в марте 1943 года немецкие спецслужбы начали поиск подполья, в мае 1943 года группа перешла на нелегальное положение и влилась в состав партизанского отряда им. Н. А. Щорса (командир отряда — И. Цендровский).
После окончания боевых действий в связи с большими объёмами ремонтно-восстановительных и строительных работ потребность в строительных материалах увеличилась, и уже в августе 1944 года карьер возобновил работу. Добытый в карьере строительный камень использовался, в частности, для восстановления разрушенного Киева.
В 1953 году на базе карьера был создан гранитный завод, специализировавшийся на производстве облицовочных плит и архитектурно-строительных изделий.
В 1972 году завод изготовил свыше 26 тыс. м² полированных плит.
В 1987 году на предприятии была введена в эксплуатацию линия по производству полированных плит с числовым программным управлением.
В целом, в советское время карьер являлся одним из крупнейших предприятий города.
После провозглашения независимости Украины государственное предприятие было преобразовано в открытое акционерное общество.
В дальнейшем, добыча гранита была прекращена, и карьер был затоплен.
В настоящее время карьер представляет собой искусственное озеро.